# Charles Kemble
Charles Kemble (Brecon in Zuid-Wales, 25 november 1775 – Londen, 12 november 1854) was een Brits acteur en theatermanager, de eerste die gebruik maakte van tot in de details uitgewerkte historische ensceneringen van toneelstukken op de Engelse podiums. Hij stond bekend voor zijn bijrollen in verscheidene stukken van Shakespeare, maar was op zijn best in komedies.
Charles, de jongste zoon van Roger Kemble en broer van John Philip Kemble, Stephen Kemble en Sarah Siddons, werd geboren in Brecon in Zuid-Wales.
Net zoals John Philip werd hij opgeleid in Douai. Na zijn terugkeer in Engeland in 1792 ging hij aan de slag in het postkantoor. Het duurde echter niet lang voordat hij zijn baan omruilde voor het podium. In datzelfde jaar maakte hij zijn eerste officiële optreden in Sheffield als Orlando in As You Like It. In het begin van zijn carrière als acteur won hij slechts geleidelijk aan populariteit. Hij speelde een hele tijd bijrollen met zijn broer en zus in de hoofdrol en kreeg maar weinig aandacht.
Op 21 april 1794 verscheen hij voor het eerst op een podium in Londen als Malcolm aan de zijde van zijn broer, die Macbeth neerzette. Uiteindelijk verwierf hij zelf aanzien, vooral met personages als Archer in Beaux' Stratagem van George Farquhar, Dorincourt in Belle's Stratagem van Hannah Cowley, Charles Surface en Ranger in Suspicious Husband van Benjamin Hoadley. Zijn Laërtes en Macduff waren net zo geslaagd als de Hamlet en Macbeth van zijn broer. Door het streven naar historische nauwkeurigheid bij de enscenering van zijn productie van Cymbeline in 1827, werd een nieuwe trend ingezet, die rond de eeuwwisseling met Henry Irving een hoogtepunt zou bereiken.
In die komedie werd hij vakkundig ondersteund door zijn vrouw, Marie Therèse de Camp (1774–1838), met wie hij op 2 juli 1806 trouwde. Later in zijn carrière kwam hij in financiële problemen, die te maken hadden met het Covent Garden Theatre, waarvan hij mede-eigenaar was. Daar kwam echter verandering in toen zijn dochter Fanny er in 1829 haar debuut maakte.
Samen met Fanny bracht hij in 1832 en 1834 een bezoek aan Amerika, waar ze enthousiast werden onthaald. Naarmate hij meer en meer te kampen kreeg met doofheid, nam Kemble in december 1836 afscheid van het podium. Daarna bekleedde hij een overheidsfunctie als 'onderzoeker van toneelstukken'. In 1840 volgde zijn zoon John Mitchel, een onderscheiden filoloog, hem in die functie op.
Kemble bleef na zijn toneelcarrière lezingen geven uit de werken van Shakespeare in Willis's Rooms. Op 10 april 1840 trad hij nog een laatste keer op.
Macready beschouwde zijn Cassio als onovertroffen en betitelde hem als "een eersteklasacteur in tweederangsrollen."
Charles Kemble overleed in Londen op 12 november 1854 en werd begraven in het Londense Kensal Green Cemetery.